# الکساندر آنتونف (بازیگر)
الکساندر آنتونف  (به انگلیسی: Aleksandr Antonov)،بازیگر اهل کشور شوروی بود. وی در فیلمهای صامت بسیاری بازی کرده است. از جمله فیلم‌های او می توان به نگهبان جوان و رزم‌ناو پوتمکین اشاره کرد.